# Teledeporte
Teledeporte (TDP) — спортивний канал, що належить компанії TVE.

## Історія
Teledeporte вийшов в ефір 14 лютого 1994 року через сателіт Hispasat. Це був другий спортивний канал, що з'явився в Іспанії, першим був Eurosport.

## Логотипи
| лютий 1994 – вересень 2008 | вересень 2008 – донині |
| -------------------------- | ---------------------- |